# Diego Ciz
Diego Nicolás Ciz (n. 31 mai 1981, Montevideo) este un fotbalist uruguayan care legitimat la echipa Olimpia Asunción din Paraguay. În returul sezonului 2009-2010, a fost împrumutat la echipa FC Rapid București din Liga I, dar nu a impresionat și nu a fost păstrat în lotul giuleștean.